# Dwór Szalayów w Szczawnicy
Dwór Szalayów w Szczawnicy – dwór rodu Szalayów wybudowany w stylu klasycystycznym w 1839, znajdujący się w Szczawnicy przy ul. Szalaya 80.
Dwór jest najstarszym budynkiem uzdrowiska Szczawnica. Obecnie dwór pełni funkcję pensjonatu.

## Historia
Dwór wybudowany został w 1839 przez Józefa Szalaya węgierskiego szlachcica, twórcę uzdrowiska Szczawnica. Dworek zwany „Pawilonem” właściwie nie był na stałe zamieszkały, a służył jako miejsce reprezentacyjne dla przyjmowania gości. Położony w zakolu potoku Grajcarka otoczony był parkiem z kaskadami, wodotryskami i sadzawką. W parku znajdowały się rzadkie w naszym klimacie gatunki drzew jak tulipanowiec amerykański, życiodrzew, sumak perukowaty, buk krwawy, jesion płaczący i sosna amerykańska. Obok dworku tuż nad Grajcarkiem stał mały drewniany budynek łazienek zasilany bezpośrednio mocnym prądem wody rzecznej do natrysków. W połowie XIX w. uległ nieznacznej przebudowie.
W 1876 r. po śmierci Józefa Szalaya dworek odziedziczył jego starszy syn Władysław. W 1890 dworek przechodzi w ręce kuzyna Władysława, Alojzego Szalaya. W latach następnych zadłużony obiekt przejmuje Feliks Pławicki. W 1904 dworek nabyła hrabina Ida Lasocka. W latach 20. XX w. był w rękach rodziny Bahrów, a później rodziny Białków.
Po II wojnie światowej dworek popadł w ruinę. Obecnie (2018) obiekt z ogrodem są własnością prywatną. Wewnątrz zachował się klasycystyczny piec.

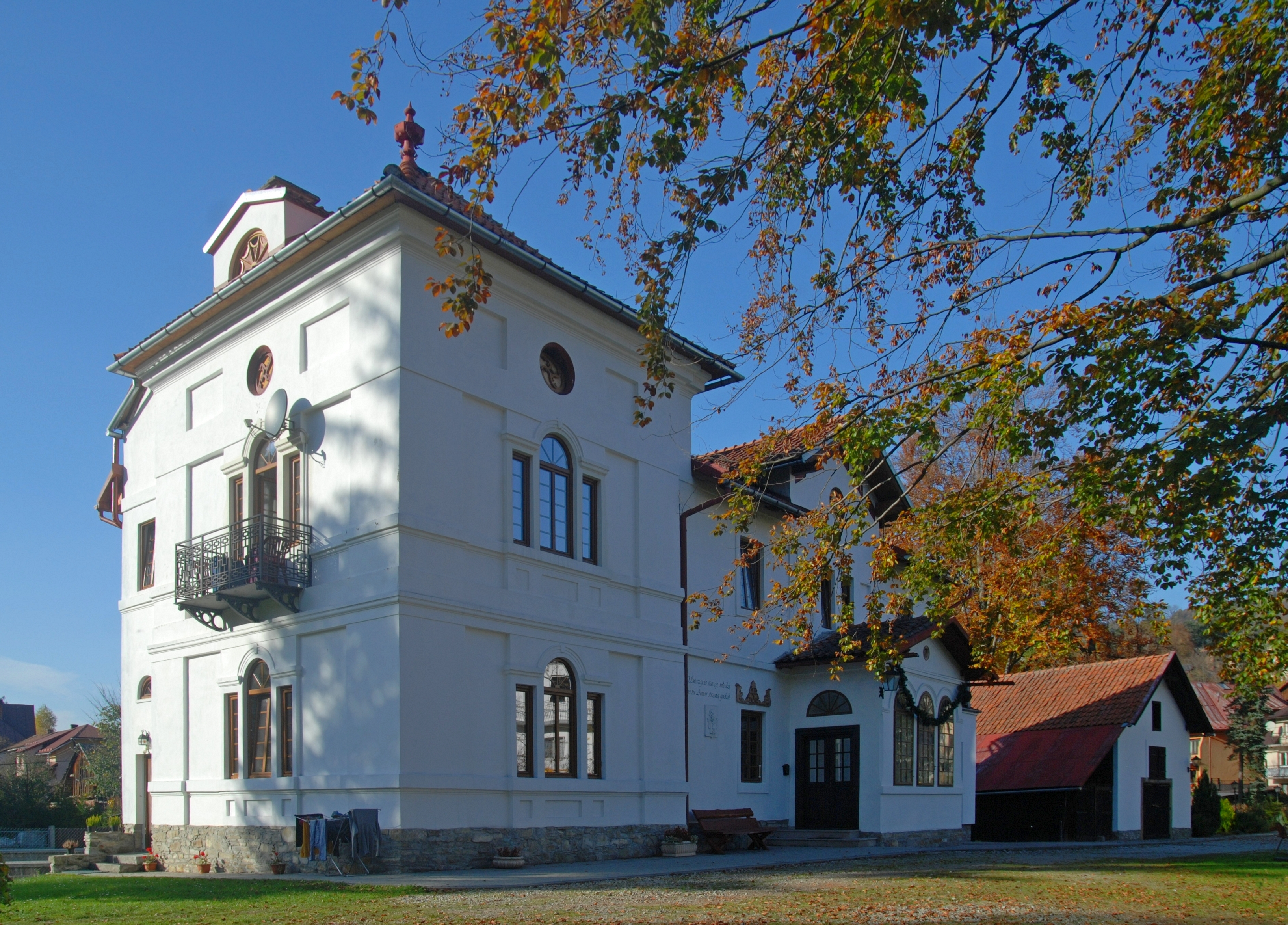
Widok od strony wschodniej
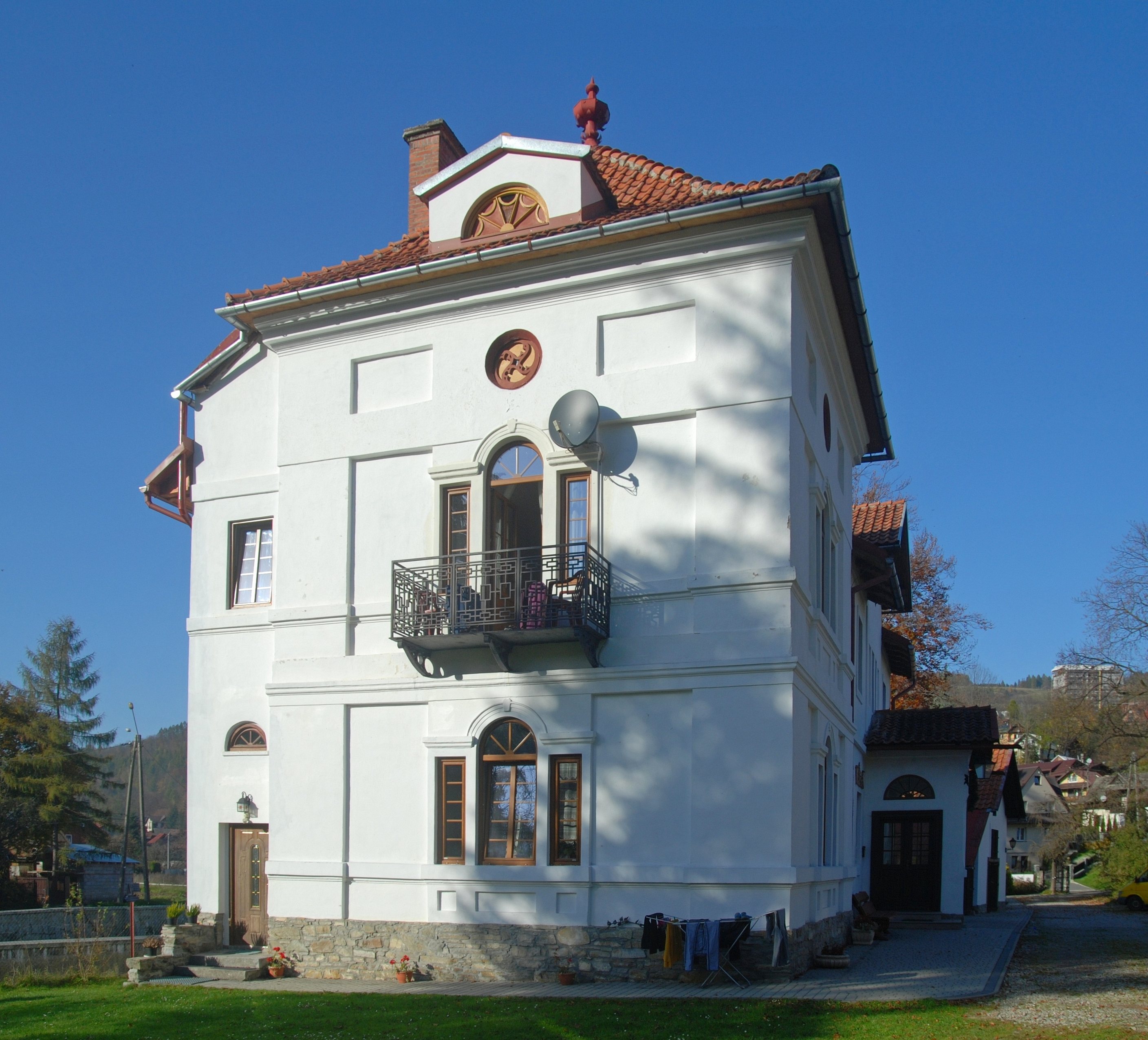
Widok od strony południowej